# Masters de Indian Wells 2010
El Masters de Indian Wells 2010, llamado BNP Paribas Open por motivos de patrocinio, fue un torneo de tenis que se disputó entre el 8 y el 21 de marzo de ese año en Indian Wells, en California (Estados Unidos).
En el cuadro masculino, participaron el campeón del Abierto de Australia, Roger Federer, el número dos del mundo, Novak Djokovic, el campeón defensor Rafael Nadal y el finalista de la edición anterior, Andy Murray.

## Campeones

### Individuales Masculino
Ivan Ljubičić vence a  Andy Roddick, 7–6(3), 7–6(5)

### Individuales Femenino
Jelena Janković vence a  Caroline Wozniacki, 6–2, 6–4

### Dobles Masculino
Marc López /  Rafael Nadal vencen a  Daniel Nestor /  Nenad Zimonjić, 7–6(8), 6–3

### Dobles Femenino
Květa Peschke /  Katarina Srebotnik vencen a  Nadia Petrova /  Samantha Stosur, 6–4, 2–6, 10–5